# 팀 라이언
티머시 존 라이언(영어: Timothy John Ryan, 1973년 7월 16일~)은 2003년부터 2023년까지 오하이오주의 미국 하원을 지낸 미국 민주당 소속의 정치인이다.
볼링그린 주립 대학교에서 정치학을 공부한 후 제임스 트래피컨트의 보좌관으로 일하다 뉴햄프셔 대학교 로스쿨에서 법무박사 학위를 취득하였다. 트래피컨트의 후임으로 선출되기 전까지 2001년부터 2002년까지 오하이오 주 상원의원으로 일하였다.

## 생애

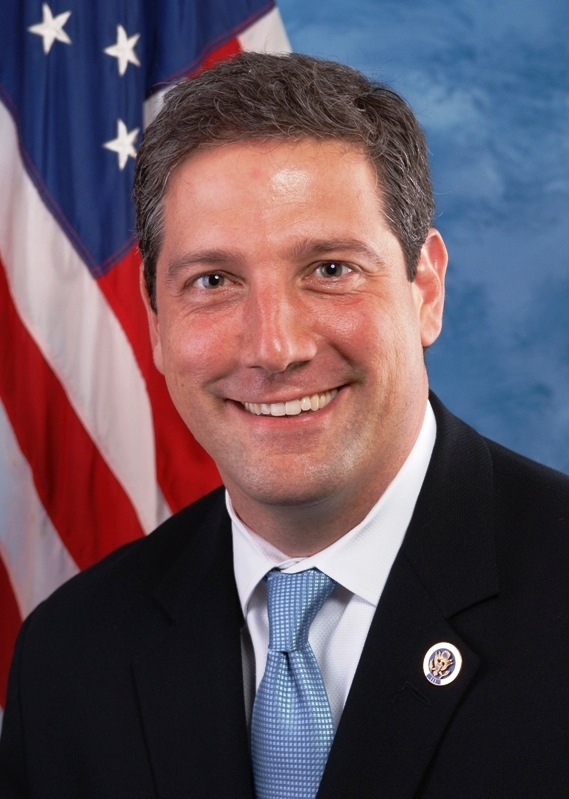
하원 의원 시절 공식 초상화 (2010년)

라이언은 오하이오주 나일스에서 태어났다. 아일랜드와 이탈리아 혈통이다. 라이언의 부모님은 그가 일곱 살 때 이혼하여 어머니에 의해 자랐다. 라이언은 오하이오주 워렌에 있는 존 F. 케네디 고등학교를 졸업하였는데, 그곳에서 쿼터백으로 풋볼을 뛰었고 중학교 농구를 지도하였다.
영스타운 주립 대학교에서 축구를 하기 위해 영입되었지만 무릎 부상으로 선수 생활을 마감하고 볼링그린 주립 대학교로 전학하였다.
라이언은 1995년 볼링그린에서 정치학 학사 학위를 받았으며, 델타 타우 델타 친목 단체의 회원이었다. 대학 졸업 후 그는 오하이오 의원 제임스 트래피컨트의 보좌관이 되었다.

## 역대 선거 결과
| 선거명      | 직책명                         | 대수  | 정당   | 득표율 | 득표수      | 결과 | 당락                     |
| ----------- | ------------------------------ | ----- | ------ | ------ | ----------- | ---- | ------------------------ |
| 2000년 선거 | 상원의원 (오하이오 제32부)     | 124대 | 민주당 | 50.99% | 67,853표    | 1위  | 오하이오 주의원 당선     |
| 2002년 선거 | 하원의원 (오하이오 제17선거구) | 108대 | 민주당 | 51.14% | 94,441표    | 1위  | 오하이오주 하원의원 당선 |
| 2004년 선거 | 하원의원 (오하이오 제17선거구) | 109대 | 민주당 | 77.19% | 212,800표   | 1위  | 오하이오주 하원의원 당선 |
| 2006년 선거 | 하원의원 (오하이오 제17선거구) | 110대 | 민주당 | 80.25% | 170,369표   | 1위  | 오하이오주 하원의원 당선 |
| 2008년 선거 | 하원의원 (오하이오 제17선거구) | 111대 | 민주당 | 78.17% | 217,556표   | 1위  | 오하이오주 하원의원 당선 |
| 2010년 선거 | 하원의원 (오하이오 제17선거구) | 112대 | 민주당 | 53.89% | 102,758표   | 1위  | 오하이오주 하원의원 당선 |
| 2012년 선거 | 하원의원 (오하이오 제13선거구) | 113대 | 민주당 | 72.77% | 235,492표   | 1위  | 오하이오주 하원의원 당선 |
| 2014년 선거 | 하원의원 (오하이오 제13선거구) | 114대 | 민주당 | 68.49% | 120,230표   | 1위  | 오하이오주 하원의원 당선 |
| 2016년 선거 | 하원의원 (오하이오 제13선거구) | 115대 | 민주당 | 67.73% | 208,610표   | 1위  | 오하이오주 하원의원 당선 |
| 2018년 선거 | 하원의원 (오하이오 제13선거구) | 116대 | 민주당 | 61.00% | 153,323표   | 1위  | 오하이오주 하원의원 당선 |
| 2020년 선거 | 하원의원 (오하이오 제13선거구) | 117대 | 민주당 | 52.49% | 173,631표   | 1위  | 오하이오주 하원의원 당선 |
| 2022년 선거 | 상원의원 (오하이오 제3부)      | 118대 | 민주당 | 46.92% | 1,939,489표 | 2위  | 낙선                     |